# Photinia lanuginosa
Photinia lanuginosa är en rosväxtart som beskrevs av Tse Tsun Yu. Photinia lanuginosa ingår i släktet Photinia och familjen rosväxter. Inga underarter finns listade i Catalogue of Life.